# Clássica Porto-Lisboa (ciclismo)
A Porto-Lisboa foi uma prova de ciclismo que se realizava todos os anos no dia 10 de Junho, Dia de Portugal. a partir dos anos 60. A sua primeira edição verificou-se no dia 5 de Novembro de 1911. Disputava-se entre as duas principais cidades portuguesas, Porto e Lisboa num total de cerca de 330-340 km, tinha uma duração de cerca de 8 a 9 horas (cerca de 17 horas nas primeiras edições), sem qualquer pausa ou interrupção, sendo considerada a corrida clássica mais longa do mundo, após a Bordeaux-Paris (560 km), cuja última edição foi em 1988. Antes da consagração da Volta a Portugal, como a mais importante prova velocipédica nacional, era a Prova-Rainha do ciclismo lusitano. No entanto, a partir dos anos 70 com a divisão da prova em duas etapas viu diminuída a sua importância e popularidade. o caso mais caricato que aconteceu deu se na edição de 1982 em que os jogadores e adeptos do Ginásio Clube de Alcobaça em protesto com a federação portuguesa de futebol devido campeonato de 1981/82 em que os alcobacenses subiram à I Divisão, mas só depois de uma luta na secretaria com a Académica. A equipa de Coimbra beneficiou numa primeira instância da decisão da Federação Portuguesa de Futebol (FPF), na sequência de um jogo com o Guarda, que teve de ser repetido (3-3). Contudo, o recurso e os protestos dos alcobacenses acabariam por surtir efeito e valer-lhes a subida direta, quando já disputavam a Liguilha. sendo assim o vencedor dessa edição deu se no setor Porto - Coimbra, o ciclista  Alexandre ruas foi primeiro passar em Coimbra, foi declarado vencedor clássica Porto - Lisboa 1982.

## Vencedores

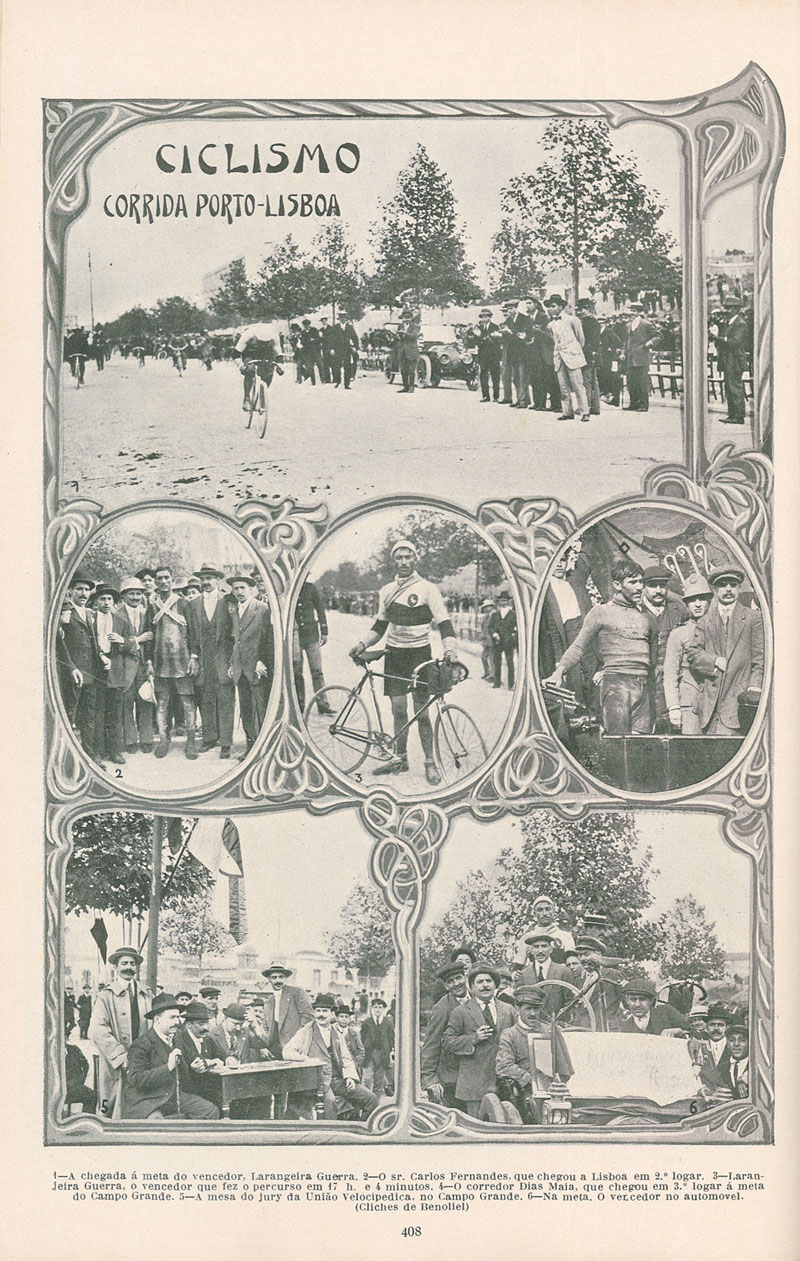
Illustração Portugueza de 1912.

Mapa do Porto-Lisboa

| Ano   | Vencedor                 | Equipa                         |
| ----- | ------------------------ | ------------------------------ |
| 1911  | Charles George           | Lusitano                       |
| 1912  | Laranjeira Guerra        | Sporting Clube de Portugal     |
| 1913  | Joaquim Dias Maia        | Sporting Clube de Portugal     |
| 1923  | José Conceição           | Bombarralense                  |
| 1924  | José Conceição           | Bombarralense                  |
| 1925  | Anibal Carreto           | Individual                     |
| 1926  | Anibal Carreto           | Individual                     |
| 1927  | João Francisco           | Campo de Ourique               |
| 1928  | João Francisco           | Campo de Ourique               |
| 1932  | José Maria Nicolau       | SL Benfica                     |
| 1933  | João Francisco           | Campo de Ourique               |
| 1934  | José Maria Nicolau       | SL Benfica                     |
| 1935  | José Maria Nicolau       | SL Benfica                     |
| 1936  | Alfredo Trindade         | Sporting Clube de Portugal     |
| 1937  | José Brás Júnior         | Campo de Ourique               |
| 1938  | Filipe Melo              | Sporting Clube de Portugal     |
| 1939  | Ildefonso Rodrigues      | Sporting Clube de Portugal     |
| 1940  | Alfredo Oliveira         | SL Benfica                     |
| 1941  | Francisco Inácio         | Sporting Clube de Portugal     |
| 1942  | Eduardo Lopes            | Iluminante                     |
| 1949  | Fernando Moreira         | FC Porto                       |
| 1951  | Amândio Cardoso          | FC Porto                       |
| 1952  | Luciano Moreira de Sá    | FC Porto                       |
| 1953  | Luciano Moreira de Sá    | FC Porto                       |
| 1954  | Américo Raposo           | Sporting Clube de Portugal     |
| 1956  | Fernando Henriques Silva | Sangalhos                      |
| 1957  | Sousa Santos             | FC Porto                       |
| 1958  | Carlos Carvalho          | FC Porto                       |
| 1959  | Mário Sá                 | FC Porto                       |
| 1960  | Pedro Polainas           | FC Porto                       |
| 1961  | Azevedo Maia             | FC Porto                       |
| 1962  | Antonino Baptista        | Sangalhos                      |
| 1963  | João Roque               | Sporting Clube de Portugal     |
| 1964  | Alcino Rodrigo           | SL Benfica                     |
| 1965  | José Pacheco             | FC Porto                       |
| 1966  | Joaquim Leão             | FC Porto                       |
| 1967  | Walter Godefroot         | Flandria                       |
| 1968  | Eric Leman               | Flandria                       |
| 1969  | Emiliano Dionísio        | Sporting Clube de Portugal     |
| 1970  | Joaquim Leite            | FC Porto                       |
| 1971  | Fernando Mendes          | SL Benfica                     |
| 1972  | Fernando Mendes          | SL Benfica                     |
| 1973  | Fernando Mendes          | SL Benfica                     |
| 1974  | Leonel Miranda           | Sporting Clube de Portugal     |
| 1975  | Fernando Vieira          | SL Benfica                     |
| 1976  | Venceslau Fernandes      | Sangalhos                      |
| 1977  | Flávio Henriques         | Sangalhos                      |
| 1978  | José Luís Pacheco        | Lusotex                        |
| 1979  | Manuel Gonçalves         | Loulé                          |
| 1980  | Alexandre Ruas           | Coelima                        |
| 1981  | José Amaro               | FC Porto                       |
| 1982* | Alexandre Ruas           | Lousa-Trinaranjus              |
| 1983  | Marco Chagas             | Mako-Jeans                     |
| 1984  | Alexandre Ruas           | FC Porto                       |
| 1985  | Vitor Rodrigues          | Bombarralense                  |
| 1986  | Carlos Santos            | Lousa                          |
| 1987  | Américo Neves da Silva   | Sporting Clube de Portugal     |
| 1988  | José Xavier              | Louletano                      |
| 1989  | Fernando Valente         | Torreense                      |
| 1990  | Joaquim Adrego Andrade   | Torreense                      |
| 1991  | Paulo Pinto              | Campocarne                     |
| 1992  | Oleg Lokvin              | Feirense                       |
| 1993  | Rui Bela                 | W52-Quintanilha-Felgueiras     |
| 1994  | Paulo Ferreira           | Sirla da Maia-Jumbo            |
| 1995  | Jorge Henriques          | Maia-Jumbo                     |
| 1996  | Cássio Freitas           | Maia-Jumbo-CIN                 |
| 1997  | Cândido Barbosa          | Maia-CIN                       |
| 1998  | Atanas Petrov            | Gresco-Tavira-Progecer         |
| 1999  | Quintino Rodrigues       | SL Benfica                     |
| 2000  | Melchor Mauri            | SL Benfica                     |
| 2001  | Unai Yus                 | Cantanhede-Marques de Marialva |
| 2002  | Carvalhelhos-Boavista    | (Apenas por equipas)           |
| 2003  | Pedro Soeiro             | Carvalhelhos-Boavista          |
| 2004  | Pedro Soeiro             | Carvalhelhos-Boavista          |

* O "Porto - Lisboa" de 1982 foi interrompido em Alcobaça, em frente ao Mosteiro de Alcobaça (devido a um corte de estrada da população local), tendo sido considerado vencedor o primeiro classificado no sector "Porto - Coimbra". O vencedor foi  Alexandre Ruas da equipa Lousa-Trinaranjus classificada no sector “Porto – Coimbra”. devido a um protesto dos jogadores da equipa de futebol de Alcobaça que reclamaram à Federação Portuguesa de Futebol por uma decisão no campeonato de 1981/82 em que a equipa de Alcobaça foi promovida à I Divisão, mas só depois de uma briga no secretariado com a Académica . A equipa de Coimbra beneficiou em primeira instância da decisão da Federação Portuguesa de Futebol (FPF), depois de um jogo frente à Guarda que teve de ser repetido (3-3). No entanto, o apelo e os protestos dos alcobaçanos acabariam por surtir efeito e valer-lhes a promoção direta, quando já disputavam a Liguilha. Apesar da confusão, explicamos com calma os motivos do nosso protesto aos ciclistas, eles entenderam e até ficaram do nosso lado quando ouviram a história…”  